# Yoon Dong-Hun
Đây là một tên người Triều Tiên, họ là Yoon.
Yoon Dong-Hun  (Hangul: 윤동헌; hanja: 尹東憲; sinh ngày 2 tháng 5 năm 1983) là một cầu thủ bóng đá Hàn Quốc thi đấu cho the Dreams ở Giải bóng đá ngoại hạng Hồng Kông.

## Sự nghiệp
Anh được lựa chọn bởi Ulsan Hyundai ở đợt tuyển quân K-League 2007, có màn ra mắt ở Cúp Liên đoàn ngày 18 tháng 4  nhưng không ra sân trong mùa giải 2007. Anh chuyển đến Ansan Hallelujah sau mùa giải ra mắt không thành công.